# اوی‌ساس
اوی‌ساس (به مجاری:  Újszász) یک منطقهٔ مسکونی در مجارستان است که در ناحیه سولنوک واقع شده‌است. اوی‌ساس ۵۸٫۲ کیلومتر مربع مساحت و ۶٬۱۵۳ نفر جمعیت دارد.